# Astaffort
Astaffort is een gemeente in het Franse departement Lot-et-Garonne (regio Nouvelle-Aquitaine). De plaats maakt deel uit van het arrondissement Agen. Astaffort telde op 1 januari 2022 2.002 inwoners.

## Geografie
De oppervlakte van Astaffort bedroeg op 1 januari 2022 35,17 vierkante kilometer; de bevolkingsdichtheid was toen 56,9 inwoners per km².

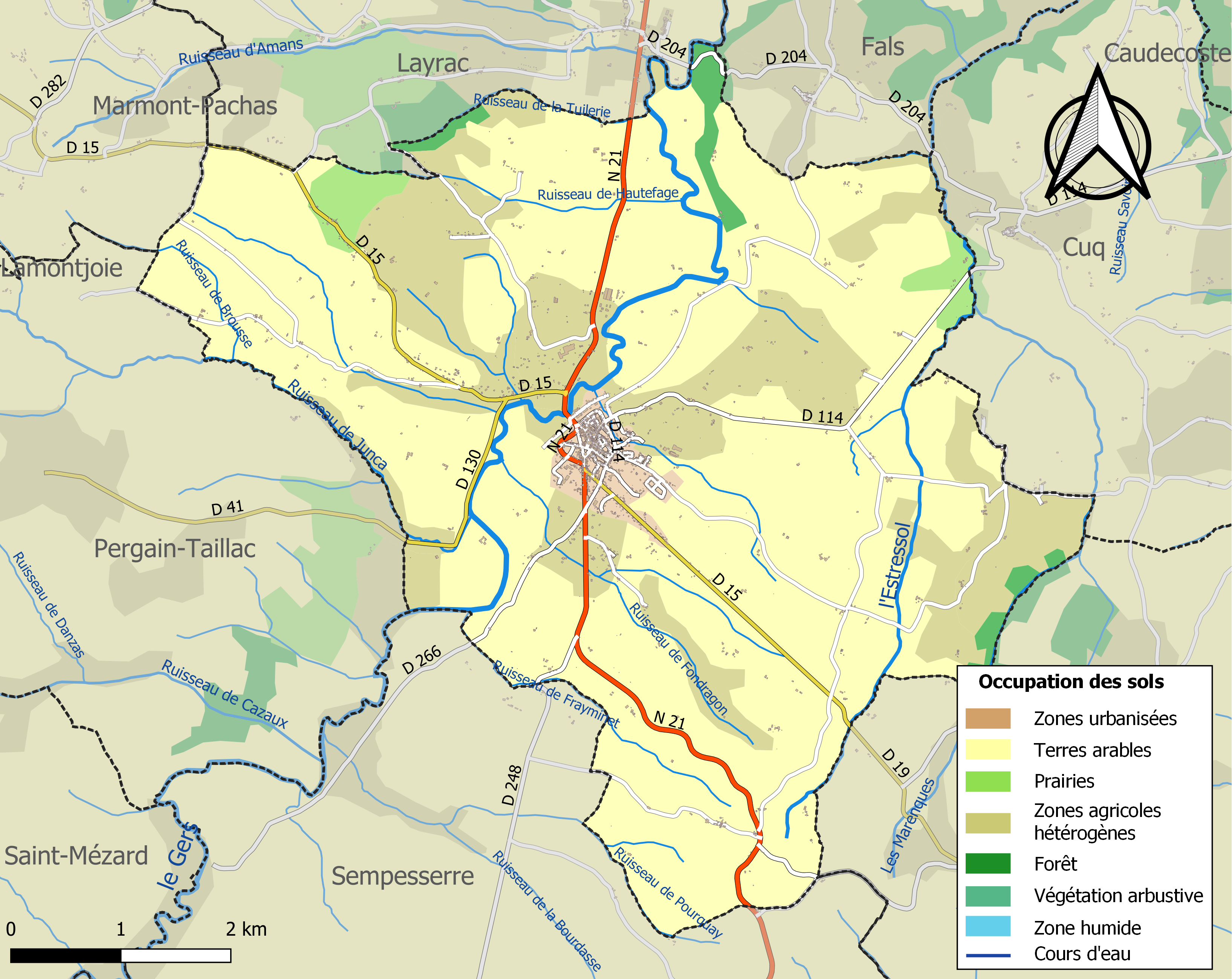
Kaart van de gemeente met de belangrijkste infrastructuur, bodemgebruik en omliggende gemeenten

## Demografie
Onderstaande figuur toont het verloop van het inwonertal (bron: INSEE-tellingen).